# Mühlhausen (Baden-Württemberg)
Mühlhausen è un comune tedesco di 8 209 abitanti, situato nel land del Baden-Württemberg. A seguito della riforma amministrativa che ha interessato i comuni del territorio nel corso degli anni settanta, Rettengheim e Tairnbach fanno parte di questo comune a partire dal 1º gennaio 1972 (Rettengheim) e dal 1º gennaio 1975 (Tairnbach).

## Geografia fisica
Mühlhausen si trova nel circondario del Rhein-Neckar-Kreis, a circa 20 km da Heidelberg.
Il comune confina a nord con Dielheim, ad est con Sinsheim e Angelbachtal, a sud con Östringen e Bad Schönborn, ad ovest con Malsch e Rauenberg.

## Storia
Mühlhausen si trova menzionata per la prima volta in un documento datato 783 con il nome di Mulinhusa. 
Stesso periodo di riferimento per Rettingen, richiamata con il nome di Radinchheim in un documento datato 788.
Di Tairnbach si trovano invece solo tracce documentali riferite ad un periodo successivo. Essa viene menzionata con il nome di Deiernbach in un documento dell'anno 1300. 

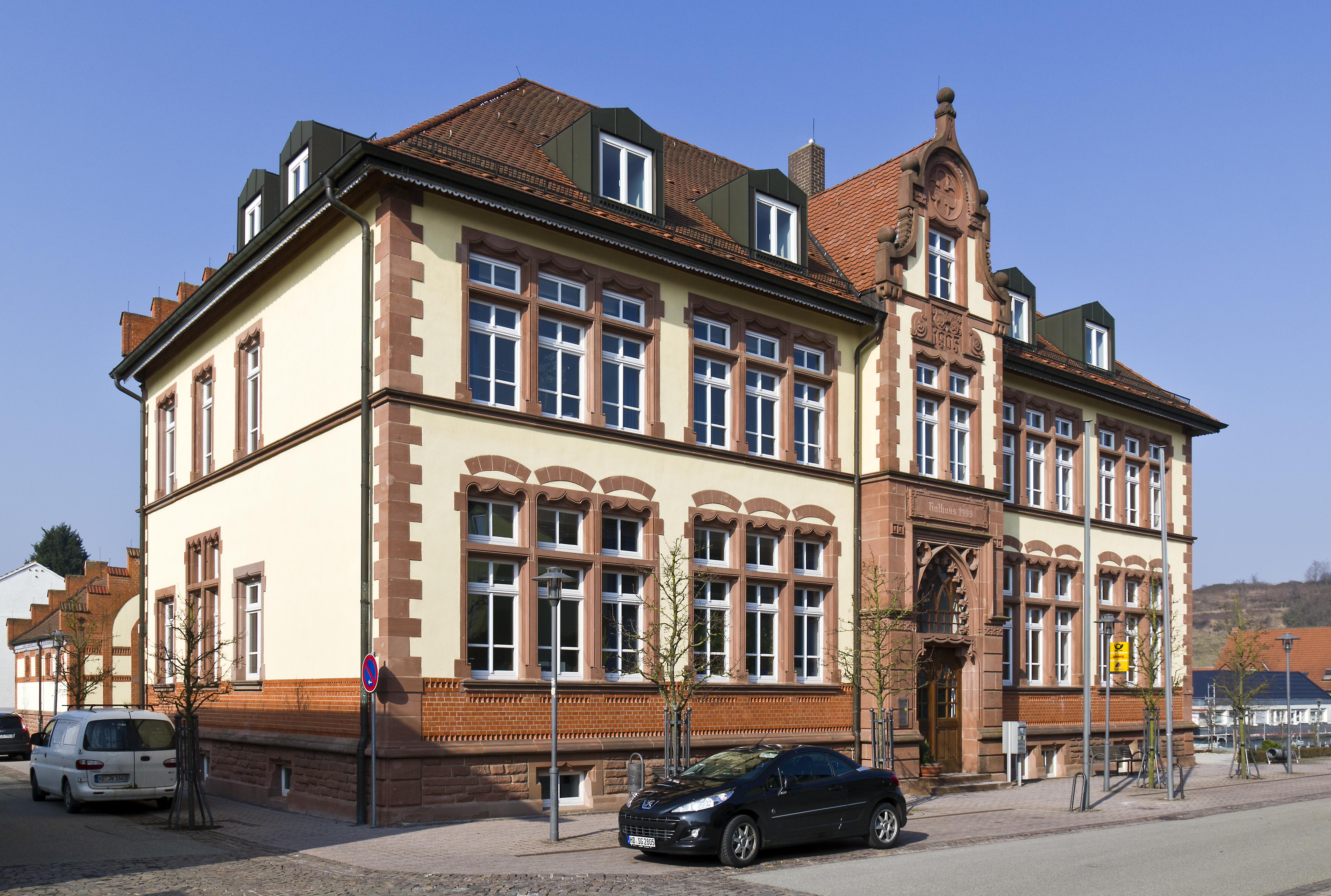
Comune di Mühlhausen

## Economia
Si tratta di una zona con una tradizione principalmente agricola, particolarmente dedita alla coltivazione ed alla produzione del tabacco (a partire dal XIX secolo). Lo sviluppo economico dell'intera regione, il progressivo abbandono della coltivazione della terra e la posizione ottimale dal punto di vista dei collegamenti, hanno trasformato il comune in una zona di residenza per molti lavoratori impegnati nelle città vicine.